# Трахтенберг, Вера Александровна
Вера Александровна Трахтенберг (род. 13 августа 1986, Москва) — российский искусствовед и куратор. Экс-директор галереи современного искусства pop/off/art.

## Биография
Училась в школе № 1265. Окончила отделение истории искусств исторического факультета Московского государственного университета им. М. В. Ломоносова (2010). Магистр истории искусств, тема диссертации «Портретная живопись Карла-Людвига Кристинека».
В 2011—2015 годы — главный хранитель фондов в Парке искусств «Музеон». Инициировала реставрацию скульптуры Веры Мухиной «Требуем мира!»; работала над сохранением исторических граффити на постаменте памятника Дзержинскому; курировала ряд выставок: «Архив  Сергея Меркурова» (2014), «Фантомная память о прекрасной эпохе» (2013), «Музеон: Запасники», «Новый монумент на старый постамент» (совместно с Государственным музеем городской скульптуры Санкт-Петербурга, 2012), «Музеон — Москва»; «Посвящение Вере Мухиной».
В 2015—2016 годах курировала резонансные выставочные проекты: «Скульптуры, которых мы не видим» (ЦВЗ «Манеж», август 2015), «Рабочий и колхозница. Личное дело» (совместно с Андреем Паршиковым, МВЦ «Рабочий и колхозница», декабрь 2015 — февраль 2016). Работала над созданием новой постоянной экспозиции в МВЦ «Рабочий и колхозница», открытой в 2016 году. Являлась куратором проекта поддержки молодого искусства СТАРТ (ЦСИ Винзавод).
С 2016 года преподаёт в Британской высшей школе дизайна курс «Новые художественные стратегии». Преподаватель Школы дизайна НИУ ВШЭ. В 2021 году была приглашённым профессором в Школе перспективных исследований (Тюмень), с 2022 по 2023 — в Балтийском федеральном университете. Куратор Cultural Creative Agency.
Автор и колумнист изданий AroundArt, Colta.ru, The Art Newspaper.